# John Travolta
John Joseph Travolta (Englewood, 18. veljače 1954.), američki je filmski glumac, producent, plesač i pjevač.

## Životopis
Karijera
John Travolta se proslavio ulogom nadobudnog tinejdžera Vinnie Barborina u američkom sitcomu "Welcome back, Kotter" iz 1975. godine, ali tek pravu slavu stekao je samo dvije godine poslije, u filmu Groznica subotnje večeri, zbog čije je glavne uloge zaradio prvu nominaciju za Oscara. Nakon te uloge, Travolta se tijekom 80-ih pojavljivao u mnogim TV serijama i manjim TV ekranizacijama sve do 1989. godine ulogom u filmu Gle tko to govori s glumicom Kirstie Alley. 1994. godine Travolta je zaradio nominaciju za Oscara u filmu Pakleni šund.

## Privatni život
Bio je 29 godina u braku s glumicom Kelly Preston koja je preminula od raka dojke u 12. srpnja 2020. g. Imali su troje djece, kćer Ellu i sinove Benjamina i Jetta.

## Vanjske poveznice
- Službena stranica
- John Travolta u internetskoj bazi filmova IMDb-u (engl.)